# Operation Touchstone
Die Operation Touchstone war eine Serie von 14 US-amerikanischen Kernwaffentests, die 1987 und 1988 auf der Nevada Test Site in Nevada durchgeführt wurde.

## Die einzelnen Tests der Touchstone-Serie
| #  | Bombe                   | Datum / Zeit (GMT)         | Testgelände     | Testart | Sprengkraft    | Anmerkungen                                                     |
| -- | ----------------------- | -------------------------- | --------------- | ------- | -------------- | --------------------------------------------------------------- |
| 1  | Borate                  | 23. Oktober 1987 16:00 Uhr | Area 2ge        | Schacht | 20 bis 150 kT  |                                                                 |
| 2  | Waco                    | 1. Dezember 1987 16:30 Uhr | Area 3lu        | Schacht | <20 kT         |                                                                 |
| 3  | Mission Cyber           | 2. Dezember 1987 16:30 Uhr | Area 12p.02     | Tunnel  | <20 kT         |                                                                 |
| 4  | Kernville               | 15. Februar 1988 18:10 Uhr | Area 20ar       | Schacht | 20 bis 150 kT  |                                                                 |
| 5  | Abilene                 | 7. April 1988 17:15 Uhr    | Area 3mn        | Schacht | <20 kT         |                                                                 |
| 6  | Schellbourne            | 13. Mai 1988 15:35 Uhr     | Area 2gf        | Schacht | <150 kT        |                                                                 |
| 7  | Laredo                  | 21. Mai 1988 22:30 Uhr     | Area 3mh        | Schacht | <150 kT        |                                                                 |
| 8  | Comstock                | 2. Juni 1988 13:00 Uhr     | Area 20ay       | Schacht | <150 kT        |                                                                 |
| 9  | Rhyolite                | 22. Juni 1988 14:00 Uhr    | Area 2ey        | Schacht | <150 kT        | Gleichzeitige Zündung mit Nightingale                           |
| 10 | Nightingale             | 22. Juni 1988 14:00 Uhr    | Area 2ey        | Schacht | <150 kT        | Gleichzeitige Zündung mit Rhyolite                              |
| 11 | Alamo                   | 7. Juli 1988 15:05 Uhr     | Area 19au       | Schacht | <150 kT        |                                                                 |
| 12 | Kearsarge               | 17. August 1988 17:00 Uhr  | Area 19ax       | Schacht | 100 bis 150 kT |                                                                 |
| 13 | Harlingen-A Harlingen-B | 23. August 1988 18:30 Uhr  | Area 6g Area 6h | Schacht | <20 kT <20 kT  | Simultanzündung verschiedener Bomben in verschiedenen Schächten |
| 14 | Bullfrog                | 30. August 1988 18:00 Uhr  | Area 4au        | Schacht | <150 kT        |                                                                 |